# 水口佳美
水口 佳美（みなくち よしみ、1982年1月18日 - ）は、愛媛県を拠点に活動する日本のフリーアナウンサー、気象予報士、防災士。

## 来歴
愛媛県伊予市出身。親が転勤族であったため、幼稚園から小学校2年生までは東京都文京区、小学校3年生から4年生までは愛媛県伊予市、小学校5年生から6年生までは千葉県柏市に住んでいた。愛媛へ戻った後、愛媛県立松山南高等学校、松山大学人文学部英米学科に進学する。
大学在学中には愛媛朝日テレビ (eat) の番組『eatニュースBOX』の気象情報コーナーに出演していた。出演期間中に大学を卒業。
2005年4月に愛媛朝日テレビの契約アナウンサーになるが、後に出産を控え、2006年12月25日付で同局を退社。契約終了と共に結婚し、出産。現在は2人（2007年、2009年生まれ）の娘がいる。
その後は、結婚式やイベントの司会をしながら南海放送 (RNB) のラジオプレゼンターも務めるなど、フリーアナウンサーとして活動。ラジオプレゼンターとしてしばらくは御手洗佳美と名乗っていたが、夫とはその後離婚し、シングルマザーとなり、テレビ、ラジオでの活動時は水口姓に変更している。
結婚、育児、仕事をしている中、気象予報士の資格試験に挑戦することを決める。学生時代から「アナウンサーになりたい」という夢を持っていて、愛媛朝日テレビのニュース番組でお天気キャスターを担当したことに遡る。長年挑戦し続けるもなかなか合格できずにいたが、諦めずに受け続けた結果、7年後の2014年10月に資格を取得した。

## 人物
家族は父、母、4歳年下の弟がいる。うさぎやポメラニアンと暮らしている。実家は農家で唐川ビワの栽培や出荷をしている。
気象予報士の資格取得を目指して、学んでいる時に「大学受験も失敗、就職試験も思うようにいかなかった。なにもかも中途半端で、自分に自信が持てていなかった。もしかすると、自分が何かをやったという、証が欲しかったのかもしれません」と当時の気持ちを永野彰子アナウンサーのインタビューで答えている。

## 担当番組

### 愛媛朝日テレビ
- eatニュースBOX - 気象情報コーナー担当（学生時代）、月曜「eatスポーツ」担当（アナウンサー時代）[22]
- い〜テレ[22]

### フリー転向後
- 愛！愛!! えひめ（南海放送テレビ）[23]
- うぃず（南海放送ラジオ） - 木曜パーソナリティ[15]
- ニュースな時間（南海放送ラジオ） - 「おかえり天気情報」担当[5]
- サタデリ!（南海放送テレビ）[5]